# Joseph Dewulf
Pour les articles homonymes, voir Dewulf.
Joseph Marie Paul Eugène Dewulf, né le 28 avril 1882 à Bruges et mort dans la même ville le 6 décembre 1957, est un joueur de football belge et entraîneur. Il passe toute sa carrière dans un seul club, le Cercle sportif brugeois, qu'il rejoint dès sa fondation en 1899. En 1910, il devient le premier entraîneur sportif officiel de l'équipe, et remporte un an plus tard le premier titre de champion de Belgique de l'Histoire des « vert et noir ».

## Carrière
Joseph Dewulf s'inscrit dans l'équipe de football du Cercle sportif brugeois dès sa création en 1899. Après un an chez les « juniors », il est intégré à l'équipe première. Il fait quelques apparitions en championnat, et dispute au moins treize matches en six saisons, inscrivant au minimum un goal. 
En 1910, la direction du Cercle décide de lui confier les entraînements physiques du noyau, qui jusqu'alors s'entraînait seul, mais il n'est pas responsable du choix des joueurs. Son travail porte rapidement ses fruits, car un an plus tard, le Cercle remporte son premier titre de champion de Belgique. Il dirige encore les « vert et noir » durant trois saisons, jusqu'au déclenchement de la Première Guerre mondiale.
Après le conflit, un autre ancien joueur, Louis Saeys, lui succède comme entraîneur, et Joseph Dewulf intègre alors le comité sportif de l'association durant de nombreuses années. Il meurt le 6 décembre 1957, à l'âge de 75 ans.

## Palmarès en tant qu'entraîneur
- 1 fois champion de Belgique en 1911 avec le Cercle sportif brugeois.

## Statistiques
Les statistiques de Joseph Dewulf ne sont probablement pas complètes vu le manque de sources concernant des rencontres si éloignées dans le temps.
| Saison                | Club                  | Championnat           | Championnat | Championnat | Coupe(s) nationale(s) | Coupe(s) nationale(s) | Total | Total |
| Saison                | Club                  | Division              | M.          | B.          | M.                    | B.                    | M.    | B.    |
| 1900-1901             | CS Brugeois           | Division 1            | 2           | 0           | 0                     | 0                     | 2     | 0     |
| 1901-1902             | CS Brugeois           | Division 1            | 5           | 0           | 0                     | 0                     | 5     | 0     |
| 1902-1903             | CS Brugeois           | Division 1            | 5           | 1           | 0                     | 0                     | 5     | 1     |
| 1903-1904             | CS Brugeois           | Division 1            | 0           | 0           | 0                     | 0                     | 0     | 0     |
| 1904-1905             | CS Brugeois           | Division 1            | 0           | 0           | 0                     | 0                     | 0     | 0     |
| 1905-1906             | CS Brugeois           | Division 1            | 1           | 0           | 0                     | 0                     | 1     | 0     |
| Total sur la carrière | Total sur la carrière | Total sur la carrière | 13          | 1           | 0                     | 0                     | 13    | 1     |